# 대니얼 존스 (축구 선수)
대니얼 제프리 존스(Daniel Jeffrey Jones, 1986년 12월 23일 ~ )는 잉글랜드의 전 축구 선수이다.